# احمد پاشا جزار

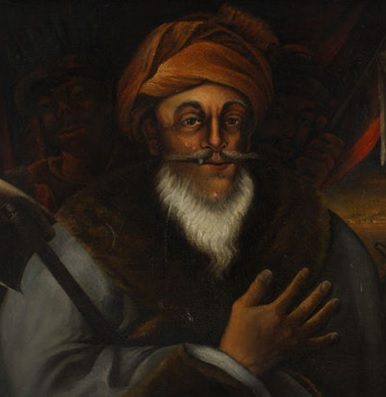
احمد پاشا جزار

احمد پاشا جزار (زاده ۱۷۳۴م- مرگ ۱۸۰۴م) که به احمد بوسنیایی معروف است حاکم منطقه لبنان و فلسطین در نیمه دوم قرن هجده و ابتدای قرن ۱۹ میلادی بود. وی بیش از سی سال بر سواحل شام حکومت کرد و با شیعیان سر ستیز داشت و بسیاری از عالمان شیعه را کشت یا تبعید کرد. سید محسن امین در اعیان الشیعه و جعفر المهاجر در کتاب جبل عامل نمونه‌های بسیاری از اقدامات منفی وی را یاد کرده‌اند.